# Tozama-daimyō
Tozama-daimyō (jap. 外様大名 tozama-daimyō) – dosłownie: zewnętrzni magnaci lub obcy daimyō, panowie feudalni w średniowiecznej Japonii.
Wyłączając shimpan 親藩, czyli rody spokrewnione z Tokugawami, daimyō podzieleni zostali na dwie kategorie – fudai (jap.: 譜代) i tozama. Fudai-daimyō byli dziedzicznymi wasalami Tokugawów jeszcze przed bitwą pod Sekigaharą w 1600. Natomiast mianem tozama-daimyō byli określani feudałowie, którzy dopiero po przegranej z Tokugawami uznali ich władzę.
Grupę tozama-daimyō stanowiło ok. stu rodów, spośród których najsilniejszymi były rody: Maeda, Shimazu, Date, Kuroda i Mōri. Przez większą część okresu rządów Tokugawów tozama-daimyō byli odsunięci od decydowania o polityce kraju i kontaktów z dworem cesarskim w Kioto, a ich posiadłości znajdowały się na peryferiach, daleko od siedziby shōguna w Edo. Ostatecznie jednak to właśnie samuraje z posiadłości tozama-daimyō stworzyli na początku drugiej połowy XIX w. ruch tōbaku-undō (ruch obalenia siogunatu) i doprowadzili do odnowy władzy cesarskiej w 1868 i likwidacji feudalizmu w Japonii w 1871.